# Voice from the Stone
Pour plus de détails, voir Fiche technique et Distribution.
Voice from the Stone  est un thriller fantastique italo-américain réalisé par Eric D Howell, sorti en 2017. Il s'agit de l’adaptation du roman La Voce Della Pietra de Silvio Raffo (1996).

## Synopsis
Dans les années 1950 en Toscane, Verena, une jeune infirmière, se rend jusqu'à un château isolé afin de guérir Jakob, un enfant devenu muet depuis le décès de sa mère. Mais lors de son séjour, Verena se retrouve plongée au cœur des secrets et mystères de ce lieu. Alors qu'elle tombe amoureuse du père du garçon, elle est la proie de mauvais esprits présents dans les murs de la bâtisse.

## Fiche technique
- Titre original et français : Voice from the Stone
- Réalisation : Eric D. Howell
- Scénario : Andrew Shaw, d'après le roman La Voce Della Pietra de Silvio Raffo (1996)
- Direction artistique : Davide De Stefano
- Décors : Tamara Marini
- Costumes : Anna Lombardi
- Photographie : Peter Simonite
- Montage : Clayton Condit
- Musique : Michael Wandmacher
- Production : Stefano Gallini-Durante et Dean Zanuck
- Sociétés de production : Zanuck Independent, Code 39 Films et Producer Capital Fund
- Sociétés de distribution : Momentum Pictures ; Marco Polo Production (France)
- Pays de production :  États-Unis,  Italie
- Langues originales : anglais, italien
- Format : couleur
- Genre : thriller fantastique
- Durée : 91 minutes
- Dates de sortie : 
  - États-Unis : 20 avril 2017 (Festival international du film de Minneapolis–Saint Paul) ; 28 avril 2017 (sortie nationale)
  - France : 26 juillet 2017 (DVD)
- Bande Originale :                                         ▪︎"Speak to Me", interprétée par Amy Lee, du groupe Evanescence.

## Distribution
- Emilia Clarke (VF : Marie Tirmont) (VQ : Catherine Brunet) : Verena
- Marton Csokas (VF : Pierre-François Pistorio) : Klaus Rivi
- Caterina Murino : Malvina Rivi
- Edward George Dring : Jakob Rivi
- Remo Girone (en) : Alessio
- Lisa Gastoni : Lilia
- Kate Linder : LaVecchia
- Giampiero Judica : le père de Carlotta
- Nicole Cadeddu : Carlotta
- Antonella Britti : la mère de Carlotta